# Carl Moll

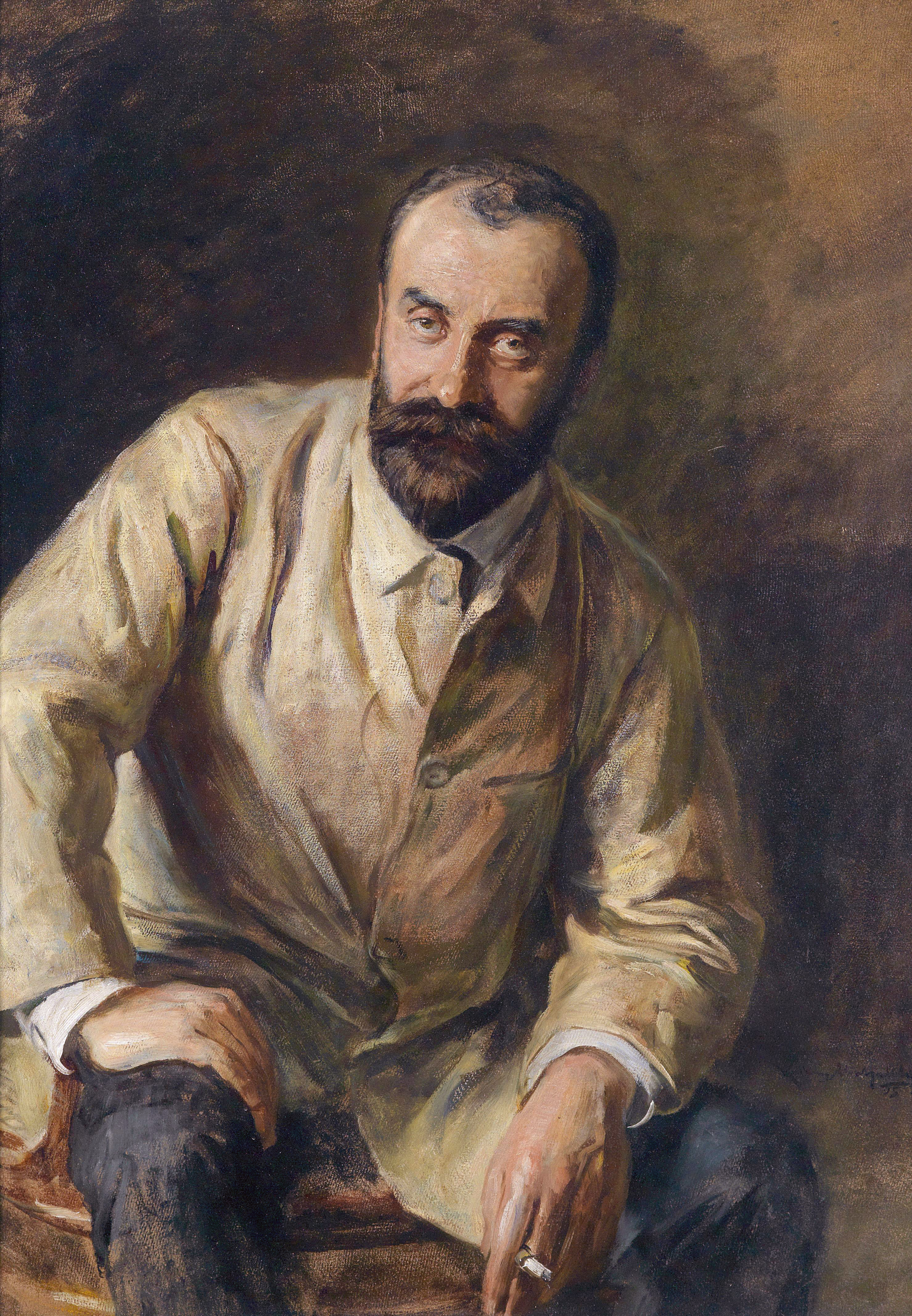
Ritratto di Carl Moll, attribuito a Ludwig Michalek

Carl Moll (Vienna, 23 aprile 1861 – Vienna, 13 aprile 1945) è stato un pittore e incisore austriaco.

## Biografia
Carl Moll - il cui nome completo era Carl Julius Rudolf - si formò all'Accademia di belle arti di Vienna e nel 1897, insieme a Gustav Klimt, è stato uno dei fondatori della Secessione viennese che rappresentava la risposta di ambiente austriaco all'Art Nouveau francese.

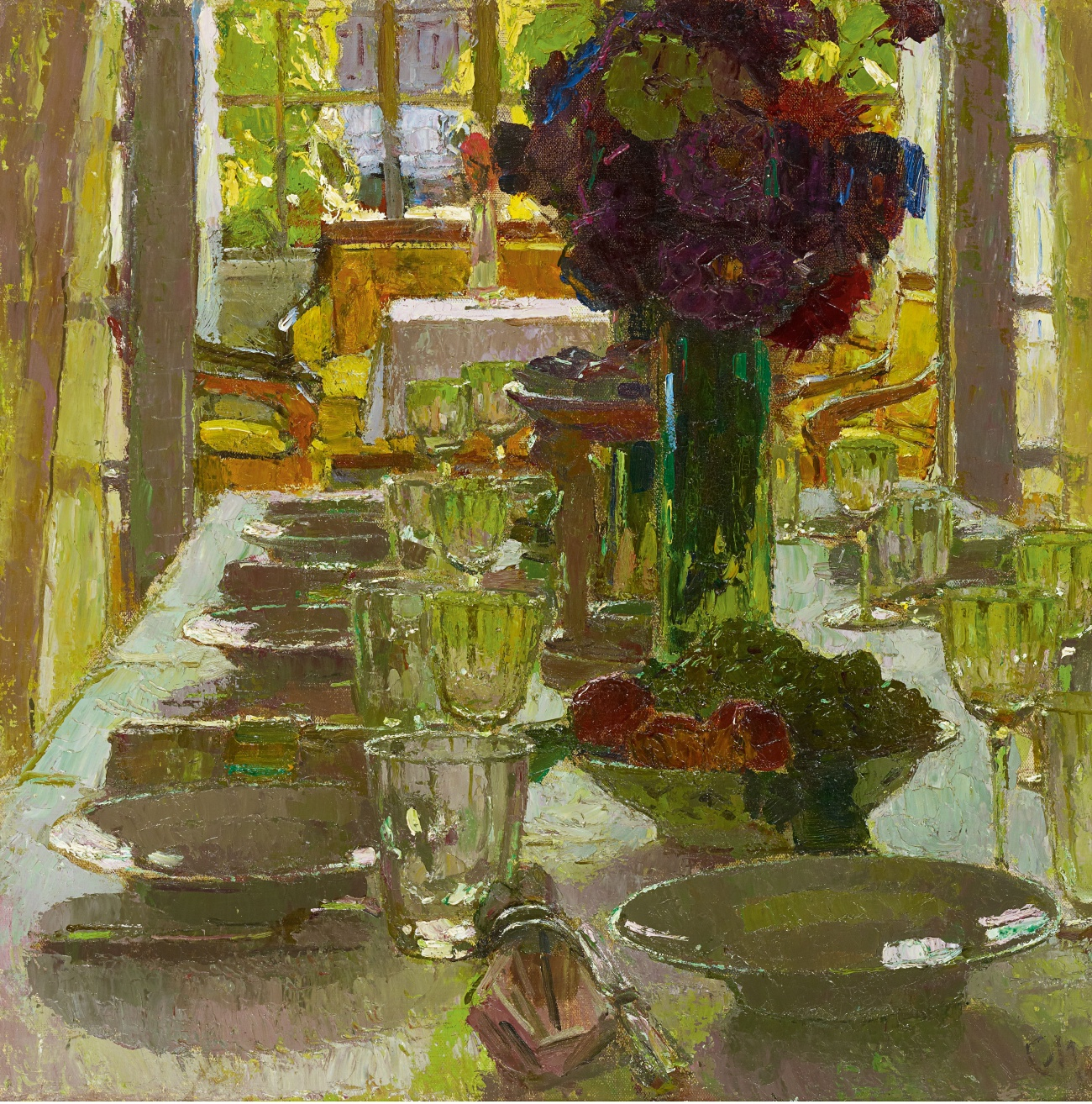
Carl Moll, Sala da pranzo

Fu alunno del pittore Emil Jakob Schindler - su cui nel 1930 scrisse un saggio - e ne sposò poi la vedova, Anna Sofie Schindler, che era la madre di Alma Mahler Schindler. Un influsso di Schindler appare evidente, nelle opere di Moll, per certe vibrazioni delle tinte, per le rapide e sintetiche annotazioni e per un generale clima post-impressionistico, che si riscontra in alcuni paesaggi e in certe nature morte.
Dopo aver presieduto alla nascita della Secessione viennese, ne prese pochi anni dopo le distanze, insieme a Gustav Klimt. Era un infaticabile organizzatore di mostre e d'occasioni per incontri d'arte e la sua presenza ebbe un peso, nella cultura viennese inizio Novecento. Pubblicò immagini di sue opere su riviste austriache, dal 1899 al 1917.
I suoi paesaggi si tinsero di una cromia luminosa, con prati verdissimi, resi con pennellata fluida e leggera. Trovava ispirazione nell'osservazione diretta della natura, ma era anche suggestionato da pagine letterarie. La sua opera complessiva, che va sotto il comune titolo L'Artista nel suo atelier, è composta da una serie di incisioni e di dipinti, tutti datati 1906. Ha realizzato xilografie, con tratto forte, sintetico, sicuro. Espose al Salon di Parigi e nel 900 ebbe una medaglia all'Esposizione Universale.
Il Mercato all'aperto a Vienna - dipinto su tela dalle tinte luminose - si caratterizza per una ricerca realistica che lo avvicina a certe vedute dei quai parigini, realizzati da Claude Monet intorno al 1875.

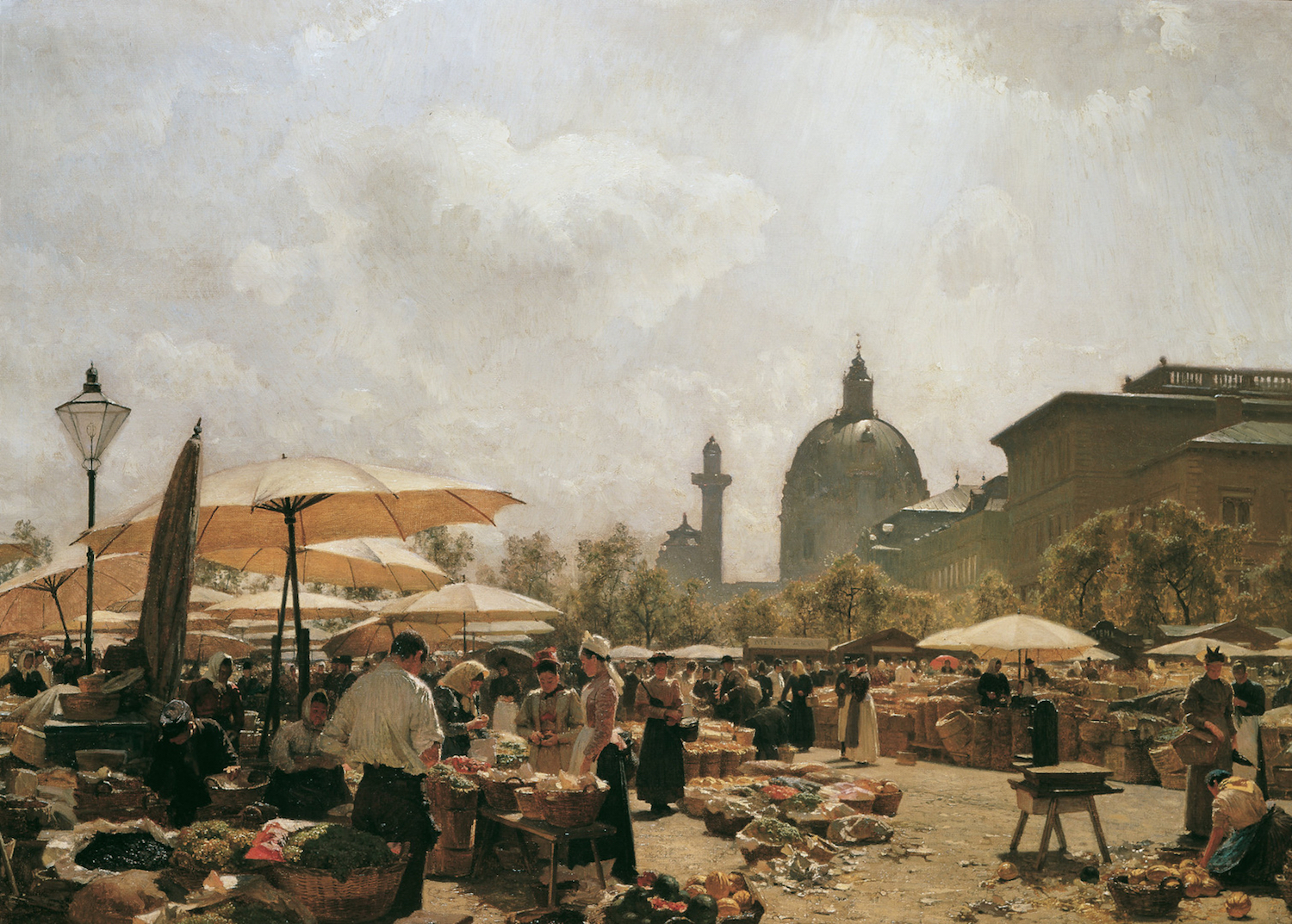
Carl Moll, Mercato all'aperto a Vienna, 1894, (Österreichische Galerie Belvedere)

Simpatizzante del nazismo, si è suicidato prima dell'ingresso dell'Armata Rossa, ad aprile 1945.

### Opere
- Crépuscule, 1900, Österreichische Galerie Belvedere (Vienna)
- Veduta del Prater, 1905, Schütz Fine Art (Vienna)
- Birkenwäldchen im Abendlicht, 1902, Österreichische Galerie Belvedere (Vienna)